# Alegrías del incendio
«Alegrías del incendio» es un sencillo del álbum de Los Planetas La leyenda del espacio. También se comercializó a través de descarga digital.
Fue número 1 en la lista española de ventas durante cuatro semanas consecutivas.

## Lista de canciones
1. Alegrías del incendio (alegrías) 3:55
2. Para que luego digas (sevillanas) 2:28

Letra: Antonio Fernández y J (1), J (2).
Música: Florent Muñoz / popular (1) , J (2).

## Versión en directo
El ep digital Spotify Live (El Ejército Rojo - Spotify, 2018) incluye una versión en directo de esta canción.